# Gustav Stresemann
Gustav Stresemann (Berlim, 10 de maio de 1878 — Berlim, 3 de outubro de 1929) foi um político alemão. Em 1923 foi nomeado chanceler da Alemanha, cargo que exerceu por um breve período. Em agosto de 1923, foi designado ministro das Relações Exteriores, permanecendo no cargo até sua morte, em outubro de 1929.
A política de Stresemann desafia categorizações fáceis. Sua realização mais notável, possivelmente, foi a reconciliação entre Alemanha e França, pela qual recebeu o Nobel da Paz junto com Aristide Briand. Num período de instabilidade política e governos frágeis de curta duração, era geralmente visto como o membro de gabinete mais influente durante a maior parte da existência da República de Weimar.
Durante a carreira política, representou três partidos liberais sucessivos, e foi a figura dominante do Partido Popular alemão durante a República de Weimar.
Ocupou o cargo de Reichskanzler (Ministro das Relações Exteriores da Alemanha), de 13 de agosto de 1923 a 23 de novembro de 1929.
Foi agraciado com o Nobel da Paz em 1926, pelos Tratados de Locarno.

## Primeiros anos
Gustav  Stresemann nasceu em 10 de maio de 1878 na Köpenicker Straße, 66, no sudeste de Berlim, o caçula de sete filhos. Seu pai trabalhava como engarrafador e distribuidor de cerveja e também administrava um pequeno bar na casa da família, além de alugar quartos para ganhar dinheiro extra. A família era de classe média baixa, mas relativamente abastada, em comparação com a vizinhança, e dispunha de meios suficientes para proporcionar a Gustav uma educação de alta qualidade. Stresemann foi um excelente aluno, destacando-se principalmente em literatura e poesia alemãs. Aos 16 anos de idade, ingressou no Andreas Gymnasium. Ele era especialmente apaixonado por história, e seu professor, o Sr. Wolff, comentou que ele tinha um "gosto quase doentio por história". Interessou-se por Napoleão e Goethe, sobre os quais escreveu mais tarde em sua obra Goethe und Napoleon: ein Vortrag (Goethe e Napoleão: um discurso). Sua mãe, Mathilde, morreu em 1895. A partir de dezembro de 1895, ele escreveu a coluna "Cartas de Berlim" para o jornal  de, muitas vezes falando sobre política e tendo como alvo os conservadores prussianos. Em um ensaio escrito ao deixar a escola, observou que teria gostado de se tornar professor, mas só estaria qualificado para ensinar idiomas ou ciências naturais, que não eram suas principais áreas de interesse. 
Em abril de 1897, matriculou-se na Universidade Humboldt de Berlim, onde foi convencido por um empresário a estudar economia política em vez de literatura. Durante seus anos de universidade, Stresemann foi ativo no movimento Burschenschaften (em português: 'Associação de Jovens'), organização estudantil das universidades alemãs. Em abril de 1898, tornou-se editor do Allgemeine Deutsche Universitäts-Zeitung, um jornal dirigido por Konrad Kuster, líder da ala liberal da Burschenschaften. Seus editoriais eram frequentemente políticos e consideravam a maioria dos partidos políticos contemporâneos como falidos de uma forma ou de outra. Em seus primeiros escritos, ele apresentou pontos de vista que combinavam liberalismo com um estridente nacionalismo, uma combinação que dominaria suas opiniões pelo resto da vida. Em 1898, ele deixou a Universidade de Berlim, transferindo-se para a Universidade de Leipzig, a fim de fazer um doutorado. Estudou história e direito internacional e fez cursos de literatura. Influenciado por Martin Kriele, ele também fez cursos de economia. Em março de 1899, deixou de ser editor do Allgemeine Deutsche Universitäts-Zeitung. Concluiu seus estudos em janeiro de 1901, apresentando uma tese sobre o setor de cervejas engarrafadas de Berlim. O trabalho, orientado pelo economista Karl Bücher,  recebeu uma nota relativamente alta mas foi objeto de zombaria por parte dos colegas 
Em 1902, Stresemann fundou a Associação de Manufatureiros da Saxônia. Em 1903, casou-se com Käte Kleefeld (1883-1970), filha de um rico empresário judeu de Berlim e irmã de Kurt von Kleefeld, a última pessoa na Alemanha a ser enobrecida (em 1918). Naquela época, ele também era membro da Associação Nacional-Social de Friedrich Naumann. Em 1906, foi eleito para o conselho municipal de Dresden. Embora tenha trabalhado inicialmente em associações comerciais, Stresemann logo se tornou líder do Partido Nacional Liberal na Saxônia. Em 1907, foi eleito para o Reichstag, onde logo se tornou um colaborador próximo do presidente do partido  de. Entretanto, seu apoio à expansão dos programas de bem-estar social não agradou a alguns dos membros mais conservadores do partido, e ele perdeu seu cargo no comitê executivo do partido em 1912. Mais tarde, naquele mesmo ano, perdeu suas cadeiras no Reichstag e no conselho municipal. Retornou aos negócios e fundou a Associação Econômica Germano-Americana. Em 1914, retornou ao Reichstag. Stresemann foi dispensado do serviço militar durante a Primeira Guerra Mundial, em razão da saúde debilitada.

### Primeira Guerra Mundial
Antes da guerra, Gustav Stresemann era associado à ala esquerda dos  nacional-liberais. Ele acreditava na manutenção do equilíbrio de poder entre o Império Britânico, os Estados Unidos e a Alemanha - países que, segundo ele, eram as superpotências econômicas do mundo. No entanto, ele também apoiou a corrida armamentista naval anglo-alemã, acreditando que a expansão da Marinha Imperial Alemã era necessária para proteger o comércio internacional alemão.
Durante a Primeira Guerra Mundial, Stresemann se moveu gradualmente para a direita, expressando seu apoio à Casa de Hohenzollern e aos objetivos expansionistas da Alemanha. Ele acreditava que a Alemanha precisaria anexar a Bélgica, partes da  nordeste da França, "extensas" áreas da Europa Oriental e o protetorado francês no Marrocos para competir economicamente com os Estados Unidos no futuro. Stresemann era um veemente defensor da guerra submarina irrestrita. Também era a favor da expansão do programa de bem-estar social e também apoiava o fim do restritivo sistema prussiano de três classes. Em 1916, ele visitou Constantinopla e ficou sabendo da extensão do genocídio armênio promovido pelo Império Otomano. No entanto, concordou com a exigência dos turcos de retirar o embaixador alemão, Paul Wolff Metternich, e o acusou de ser simpático demais aos armênios.
A derrocada do Império Alemão, após a derrota na Primeira Guerra Mundial e a Revolução Alemã de 1918-1919, levou Stresemann a um colapso mental e físico que o levou a abandonar totalmente seu militarismo e anexionismo  anteriores. Quando os termos de paz das Potências Aliadas se tornaram conhecidos -  ficando claro que incluíam um fardo esmagador de reparações de guerra - Constantin Fehrenbach, presidente da Assembleia Nacional de Weimar, denunciou-os e afirmou que "o desejo de quebrar as correntes da escravidão seria implantado" em uma geração de alemães. Acerca desse discurso, Stresemann comentou: "Ele [Fehrenbach] foi inspirado por Deus naquele momento para dizer o que o povo alemão sentia. Suas palavras, pronunciadas sob o retrato de Fichte, cujas palavras finais se fundiram em Deutschland, Deutschland über alles, tornaram essa hora inesquecivelmente solene. Havia, nesse sentido, uma espécie de grandeza edificante. A impressão deixada em todos foi tremenda."

Logotipo do Partido Popular Alemão, fundado por Stresemann em 1918

Após a guerra, Stresemann estava interessado em ingressar no Partido Democrático Alemão, formado a partir da fusão do Partido Popular Progressista com a ala esquerda dos nacional-liberais. Ele desejava fazer parte de um partido liberal unido  no pós-guerra, mas os líderes das negociações da fusão deixaram claro que não queriam ninguém que tivesse sido um anexionista agressivo durante a guerra. Em seguida, Stresemann reuniu a ala direita do antigo Partido  Nacional Liberal e alguns progressistas para fundar o Partido Popular Alemão (Deutsche Volkspartei, DVP), em 15 de Dezembro de 1918, tendo ele próprio como presidente. A maior parte de seu apoio veio das classes educadas (professores, advogados e altos funcionários) e de proprietárias de imóveis, com uma considerável ajuda financeira da indústria pesada. Inicialmente, Stresemann e o DVP se opuseram à República de Weimar e apoiaram a restauração da monarquia. A plataforma do DVP promovia os valores familiares cristãos, defendia a educação secular e tarifas mais baixas, opondo-se aos gastos com a previdência social e aos subsídios agrários, além de ser hostil ao comunismo e aos social-democratas. Nas eleições para o Reichstag de 1919, o DVP obteve 4,4% dos votos e ganhou 19 dos 423 lugares no Parlamento.
O DVP foi inicialmente visto, juntamente com o Partido Popular Nacional Alemão, como parte da "oposição nacional" à República de Weimar, especialmente por sua aceitação hesitante da democracia e pela atitude simpática em relação aos Freikorps e ao Kapp Putsch em 1920.  A partir de 1919, Stresemann enfatizou que a Alemanha deveria tentar recuperar seu status de grande potência, alavancando sua influência econômica global e a credibilidade de sua indústria, mediante uma expansão econômica pacífica e o estabelecimento de relações com os Estados Unidos. No final de 1920, Stresemann passou gradualmente a cooperar com os partidos de esquerda e de centro, possivelmente em reação à ocorrência de assassinatos políticos, como o de Walther Rathenau. No entanto, ele permaneceu monarquista.

### República de Weimar
A chmada República de Weimar foi proclamada em 9 de novembro de 1918, em meio à revolução que então teve lugar nas ruas de Berlim e muitas cidades. A jovem república teve que enfrentar imediatamente o que lhe valeu o ódio de muitos: a derrota e a assinatura do armistício de novembro. Acusada de trair o exército, a república e aqueles que a defendiam foram caluniados, particularmente por  extremistas de direita (o mito da "punhalada nas costas" foi posteriormente levada a cabo pela propaganda nazista, por exemplo). Em Berlim, o governo republicano também enfrentou a Liga Espartaquista, a qual foi reprimida pelo exército. O novo regime também teve pouco apoio na classe política.
Foi neste contexto que Stresemann deu seus primeiros passos como líder do partido. 
Como a maioria dos alemães na época, Stresemann questionou o Tratado de Versalhes. Para ele, os alemães foram "tratados como cães excluídos dos povos da terra". Sentia que as cláusulas morais do Tratado de Versalhes eram mais difíceis de suportar do que as cláusulas econômicas e territoriais. Embora Stresemann se opusesse  ao tratado, ele não estava disposto a assumir a responsabilidade por sua rejeição, uma vez que isso levaria inevitavelmente à retomada das hostilidades.
Em 31 de março de 1919 foi forçado a abandonar a liderança da federação dos industriais da Saxônia. Nesse mesmo ano começaram seus problemas de saúde, o que afetou seus rins e acabou desencadeando seu ataque cardíaco. Desde então, Stresemann e os republicanos se juntaram em junho de 1920 e comprometida com a Realpolitik, que foi difamado por muitos. A mudança de posição durante o Kapp Putsch de 13 de março de 1920 irá prejudicar politicamente, 28 com ele aprendeu uma lição que foi útil durante o período de expansão do separatismo Renana. Seu futuro ministro da Justiça, Gustav Radbruch, disse dele: "Esta foi a sua grande habilidade política, de fazer o bem sempre no melhor momento de ser ensinado pela situação, independentemente de suas posições anteriores  " nas eleições legislativas de 06 de junho de 1920 , o partido de Stresemann ganhou  3,9% dos votos, uma porcentagem que resultou em 65 dos 459 assentos. O DVP entrou no Governo do Konstantin Fehrenbach que foi formada em 25 de junho.
Felix Hirsch referiu-se às duas grandes dificuldades que Stresemann teve de enfrentar no seu partido. A primeira tinha a ver com a imprensa: o partido não recebeu o apoio dos principais jornais que estavam "em alemão no campo" democrático-nacional ou, o que a cobertura da mídia foi tão enfraquecido. O segundo problema afetou o partido s ' finanças desde Stresemann, responsável para o orçamento, que era um homem de negócios ruim, que o levou a entrar em numerosos dívida pessoal em nome do partido, cuja morte total ascendeu à soma de 625.000 quadros. 29 Embora Stresemann teve que lidar com essas dificuldades, ancoradas na vida política. Ele estabeleceu contactos com a diplomacia estrangeira na Alemanha, como foi o caso do Reino Unido embaixador na Alemanha, Edgar Vincent D'Abernon , a quem fez amizade.

## Chanceler dos cem dias
1922 foi um ano difícil para a Alemanha, embora o Tratado de Rapallo quebrou o isolamento do país. Por um lado Walther Rathenau, ministro das Relações Exteriores, foi assassinado, ato que abalou o governo de Joseph Wirth, o qual foi incapaz de superar a crise . Por outro lado, Raymond Poincare chegou ao poder na França e sua atitude antialemã deteriorou a situação. A situação no Sarre era crítica. Georges Clemenceau tinha conseguido durante a assinatura do Tratado de Versalhes a criação do Território da Bacia do Sarre, que veio sob a administração da Liga das Nações por um período de quinze anos e que a França obteve a propriedade das minas de carvão. 
Nesse mesmo ano, a Alemanha teve de pagar 2170 milhões de marcos, dos quais 720 milhões eram em dinheiro. A opinião pública que você não podia pagar o que ele estava exigindo o país e a inflação disparou. Em 11 de janeiro de 1923, as tropas francesas e belgas ocuparam o Ruhr . A chanceler Wilhelm Cuno decretou a resistência passiva , resultando em uma onda de sentimento nacional. Durante este tempo, Gustav Stresemann foi presidente do Comité das Relações Exteriores do Reichstag , e eventos no Ruhr acabou abrindo as portas da Chancelaria. resistência passiva foi um enorme custo (salários e segurança social, por exemplo, foram pagos pela finanças públicas) e trouxe para baixo o valor do quadro. Em 12 de Agosto de 1923, Cuno renunciou. No dia seguinte, o presidente Friedrich Ebert nomeado chanceler Stresemann. Nos próximos cento e três dias, Stresemann resolvidos a maioria dos problemas do momento.

### Ocupação do Ruhr e o separatismo
Stresemann formou um governo de "grande coalizão" onde o SPD estava presente. ocupação estrangeira soprou o separatismo que ameaçava a unidade do país. Stresemann tinha para lutar e ordenou o fim 23 de setembro de resistência passiva, mesmo que ele já havia apoiado a prática. 36 tinha tentado, com a ajuda de Edgar Vincent D'Abernon eo embaixador francês Pierre de Margerie , encontrar uma entente com Poincaré sobre a ocupação e Ruhr guerra reparações , mas sem sucesso. 37 Este evento atraiu o ódio da direita nacionalista e particularmente os Nacionais Socialistas , que promoveram campanhas de difamação contra ele. Em Rhineland várias repúblicas foram fundadas como a República Renana . Poincaré não colocar um fim a estes separatismo, o que garantiu a paz. 38 Stresemann tinha dificuldade em preservar a unidade do país. Na Baviera , certo - extremistas liderados por Eugen von Knilling decretou o estado de emergência . Gustav von Kahr , em seguida, tomou plenos poderes. Stresemann exigiu Presidente Ebert para decretar o estado de emergência, mas o exército estacionado na Baviera, sob o comando do general Otto von Lossow recusou-se a obedecer às suas ordens, apoiando von Kahr. 39 Turíngia e Saxônia foram, no entanto, as mãos socialistas e comunistas, assim Stresemann tinha para enviar o exército para Saxônia para recuperar o controle.
Outra questão de política interna deu o golpe de misericórdia para o primeiro governo de Stresemann: o fracasso em abordar a questão do horário de trabalho. tentou lançar um novo regulamento para enfrentar os desafios económicos colocados pelas reparações que a Alemanha a pagar. Stresemann e seu governo pediu plenos poderes para implementar a sua política sem parlamento. "O governo do Reich precisa de uma lei plenos poderes para assumir as áreas financeiras, sociais e económicos das medidas necessárias para proteger a economia" A SPD negou que a questão do horário de trabalho estava relacionado com a lei de plenos poderes. O executivo renunciou em 03 de outubro de 1923.
Em 5 de outubro, as partes chegaram a um acordo sobre o horário de trabalho, que foi realizada em oito horas aceitando, no entanto, exceções para lidar com as novas necessidades económicas. Em 6 de Outubro, Stresemann formou seu segundo governo e lançou seu projeto de lei de plenos poderes, que foi adoptado em 13 de outubro. O Ruhr ainda estava ocupado. resistência passiva ao francês e belga degenerou-se aos ataques contra suas tropas. Stresemann não conseguiu ganhar concessões Raymond Poincare, inflexíveis em relação ao pagamento de reparações. Stresemann, para relançar o trabalho no Ruhr (onde o desemprego aumentou), ele concordou para deixar as fábricas Interaliada missão de controlo e Minas negociar com a indústria.
A situação não melhorou tanto na Baviera como na Saxônia. Em 29 de Outubro de 1923, Stresemann decidido a demitir membros do governo da Saxônia Ministro-Presidente Erich Zeigner . Para Bavaria, ele preferiu a abrir negociações. Stresemann estava em uma situação embaraçosa porque os ministros do SPD deixou o governo, causando a ruptura da coalizão. Von Seeckt planejado para estabelecer uma "ditadura legal" para aliviar a crise, que Stresemann rejeitada, em seguida, recebeu ataques por todos peças. O Putsch de 8 de novembro de 1923 foi o destaque do conflito ao ponto que quando Stresemann ouviu a notícia disse, "Finis Germaniae" ( "para a Alemanha"). O golpe para derrubar o governo e terminou em um confronto com a polícia que deixou vinte mortos, dezesseis deles você golpistas. Os responsáveis foram presos, Adolf Hitler condenado a prisão e Ludendorff e Von Lossow tentou, mas não condenado. Stresemann novamente ser enfraquecida por esses eventos tiveram que enfrentar abandonado por alguns de seus amigos políticos. 

### Inflação
Em novembro de 1923, a inflação atingiu números recordes. Como um exemplo, em 1918 um ovo custa 0,25 marcas, enquanto que em novembro de 1923, custou 80 000 milhões de marcos, Ou uma libra de manteiga, no valor de 210 000 milhões de marcos 33 O poder de compra dos salários reduzida entre 30 e 75%. 48 A miséria cresceu. Embora Stresemann teve que levantar a resistência passiva e, apesar de seus desejos, dar- nos a visão não perdeu francesa e belga de interesses alemães. A situação exigia que regulam a situação económica do país antes que a situação política. Stresemann nunca deixou de lutar contra as diretrizes do seu partido, ele percebeu política externa como também moderada e questionaram a política de entente com a França, 22 a "implacável combate finalmente mortal." 
Com a colaboração do Reich Comissário em assuntos monetários Hjalmar Schacht , ministro das Finanças, Hans Luther criou o Rentenbank em 15 de Outubro de 1923. O Rentenmark foi divulgado em 16 de novembro e, de acordo com a nova taxa, 4, 2 trilhões de marcas de papel ( Papiermark ) foram o equivalente a 4,2 marcos de ouro, ou 4,2 Rentenmark. Esta nova moeda não é garantida seu valor em ouro, como fez o Reichsmark , mas na produção agrícola e industrial. A reforma monetária iniciada Stresemann permitiu estabilizar a economia. O Reichsmark foi substituído pelo Rentenmark em 30 de Agosto de 1924, o que permitiu o investimento de países estrangeiros na Alemanha. No entanto, o separatismo era o problema recorrente que Stresemann teve de superar. Enquanto isso, o chanceler fez aprovar algumas medidas tais como controlar a dispensa arbitrária, a regulamentação dos contratos de trabalho ou indenização. Rhine também esteve no centro das preocupações Stresemann.
Embora a inflação lutou e preservada a unidade do país, Stresemann foi forçado a abandonar o poder a 23 de Novembro de 1923. O SPD tinha forçado Stresemann de recorrer a um voto de confiança ontem. Tal moção de confiança foi rejeitada por 231 votos a 156. Você vai ser criticado por não ter tratado Turíngia, Saxónia e Baviera Da mesma forma, por não enviar o exército para Bavaria. Presidente Ebert, em seguida, disse: "O que eu empurrar para derrubar o chanceler será esquecido em seis semanas, mas vai . Sentir as conseqüências de suas tolas dez anos" 

## Ministro do Exterior

### Franco-alemão aproximação
Stresemann patriotismo poderia ter comprometer o bom desenvolvimento da assinatura de tratados. Em 7 de setembro de 1925, ele dirigiu uma carta ao Kronprinz de "enganar". Esta palavra foi difamado com frequência e foi acusado de usar uma linguagem dupla. Aristide Briand , Ministro francês dos Negócios Estrangeiros, fez amizade com Stresemann, avançando a reaproximação franco-alemã. Apesar de suas origens sociais diferentes (Briand fez parte da burguesia), ambos os estadistas acharam que a paz na Europa dependia de relações entre os dois países. Em 19 de agosto de 1929, Stresemann Briand enviou uma carta na qual ele disse: ". Ao exagerar a ideia de prestígio, muitas desgraças se abateram sobre o mundo" 
Ambos eram homens de compromissos, embora Stresemann enfatizou: "Cada um de nós em primeiro lugar pertence à sua terra natal, um bom Francês, Inglês bom ou um bom alemão tem que ser parte de seu povo, mas todo mundo tem que ser também um membro da família europeia [...] temos o direito de falar sobre a ideia europeia ... um destino comum nos une. Se fizermos progresso, eles não vêm lutando, mas trabalhar. " Ou Stresemann e Briand foram a partir desse momento os" apóstolos da paz. " Em 10 de Dezembro de 1926, ambos receberam o Prêmio Nobel da Paz por acordos de Locarno. Stresemann disse para receber isso . "Nós somos da raça que aspira a luz na escuridão" 
Alguns meses antes, em 17 de setembro de 1926, ele realizou uma reunião secreta entre Stresemann e Briand, na aldeia de Thoiry (Ain) , perto de Genebra . Stresemann queria para regular a ocupação de a Renânia, a abolição do serviço militar e retorno do Saar. Briand queria dinheiro para marcos de ouro bilhões. 74 Stresemann também abordou a questão de Eupen e Malmedy , algo que não Briand . oposição de sair da reunião, conhecida sob o nome de acordos Thoiry, Stresemann teria dito: "Tudo o contencioso França-Alemanha é um copo de bebida." no entanto, ele não continuação para o projeto. O governo francês estimou que Briand se tinha tornado demasiado grandes concessões e Stresemann não foi apoiada por Hans Luther. Briand rejeitada antes mesmo de iniciativa Stresemann Thoiry para salvar a face antes de Poincare, que a chanceler alemã via como o principal obstáculo para a sua política. Stresemann prosseguiu a sua política na Liga das Nações , visando a evacuação de a Renânia. Ambos continuaram amigos, apesar do fracasso de Thoiry.

### Historiografia
- Enssle, Manfred J. "Stresemann's Diplomacy Fifty Years after Locarno: Some Recent Perspectives." Historical Journal 20.4 (1977): 937–948. JSTOR 2638415
- Gatzke, Hans W. "Gustav Stresemann: A Bibliographical Article." Journal of Modern History 36#1 (1964): 1-13. JSTOR 1874422.
- Grathwol, Robert. "Stresemann revisited." European Studies Review 7.3 (1977): 341–352
- Grathwol, Robert. “Gustav Stresemann: Reflections on His Foreign Policy.” Journal of Modern History, 45#1 (1973), pp. 52–70. JSTOR 1877593